# Валлас, Леон
Леон Валлас (фр. Léon Vallas; 17 мая 1879, Роан — 9 мая 1956, Лион) — французский музыковед
 и музыкальный критик. Муж певицы и клавесинистки Полы де Лестан.

## Биография
Изучал философию и медицину, затем окончил Лионский университет, защитив диплом по истории французской музыки XVIII века. C 1902 года работал музыкальным журналистом в городских изданиях, в 1903 году основал и возглавил ежемесячный журнал Revue musicale de Lyon (с 1912 года — Revue française de musique). В годы Первой мировой войны был призван в армию как врач. После демобилизации вновь издавал в 1920—1925 годах газету Nouvelle Revue musicale. Защитил диссертацию «Музыка в Лионе за сто лет, 1688—1789» (фр. Un siècle de musique à Lyon, 1688-1789; опубликована в 1932 году). Преподавал в Лионской консерватории, затем в 1928—1930 годах — в Сорбонне и в 1930—1931 годах в США. В 1937—1943 годах — президент Французского общества музыкознания.
Основные труды Валласа — развёрнутые биографии французских композиторов: «Клод Дебюсси и его время» (фр. Claude Debussy et son temps; 1932, переиздание 1958), «Венсан д’Энди» (в 2 томах, 1946—1949), «Истинная история Сезара Франка» (фр. La Véritable Histoire de César Franck; 1955).
Кавалер Ордена Почётного легиона (1934).